# Біскайський соус

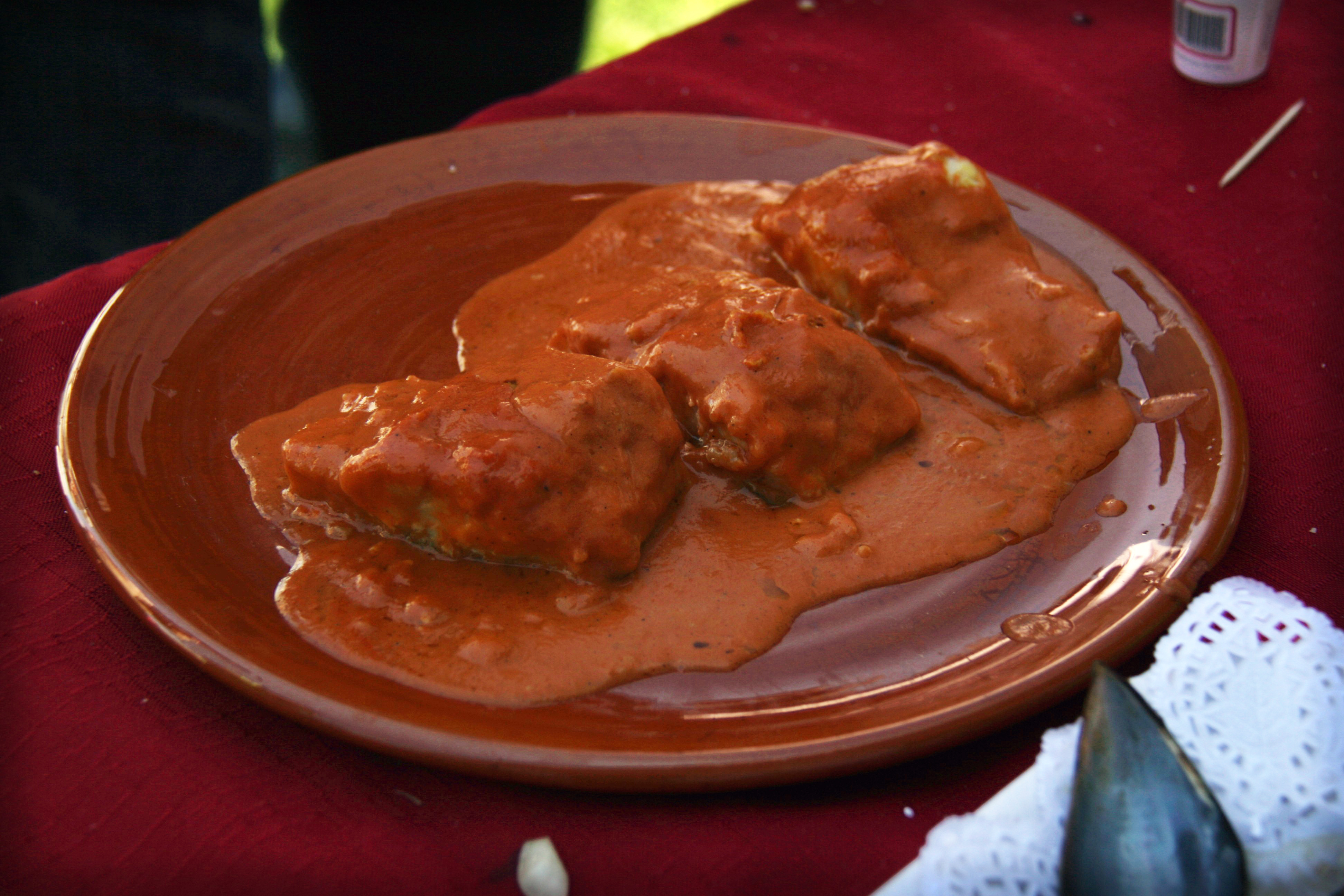
Тріска в біскайському соусі

Біскайський соус (ісп. salsa vizcaína) — типовий соус баскської кухні, зазвичай використовується при приготуванні рибних страв, переважно тріски, наприклад, бакальяу по-біскайськи. Основними інгредієнтами соусу є дрібно покришена м'якоть сушеного червоного перцю чорісеро, попередньо розмоченого в гарячій воді, і цибуля, які обсмажуються на сковороді в невеликій кількості олії. Соус протирається кілька разів через сито. У деяких рецептах потрібно додати томатну пасту.